# Hillsboro (Dakota del Nord)
Hillsboro és una població dels Estats Units a l'estat de Dakota del Nord. Segons el cens del 2000 tenia 1.563 habitants.

## Demografia
Segons el cens del 2000, Hillsboro tenia 1.563 habitants, 679 habitatges, i 414 famílies. La densitat de població era de 564 hab./km².
Dels 679 habitatges en un 30,6% hi vivien nens de menys de 18 anys, en un 49,5% hi vivien parelles casades, en un 6,6% dones solteres, i en un 38,9% no eren unitats familiars. En el 36,7% dels habitatges hi vivien persones soles el 20,6% de les quals corresponia a persones de 65 anys o més que vivien soles. El nombre mitjà de persones vivint en cada habitatge era de 2,23 i el nombre mitjà de persones que vivien en cada família era de 2,92.
Per edats la població es repartia de la següent manera: un 25,2% tenia menys de 18 anys, un 5,8% entre 18 i 24, un 25,7% entre 25 i 44, un 21,9% de 45 a 60 i un 21,5% 65 anys o més.
L'edat mediana era de 41 anys. Per cada 100 dones de 18 o més anys hi havia 90,1 homes.
La renda mediana per habitatge era de 33.516$ i la renda mediana per família de 42.357$. Els homes tenien una renda mediana de 30.607$ mentre que les dones 19.769$. La renda per capita de la població era de 17.976$. Entorn del 6,6% de les famílies i el 9,2% de la població estaven per davall del llindar de pobresa.

## Poblacions més properes
El següent diagrama mostra les poblacions més properes.